# Tatiana Mitkova
Tatiana Rostislavovna Mitkova (Татья́на Ростисла́вовна Митко́ва), née le 13 septembre 1955 à Moscou, est une personnalité de la télévision russe. Elle est vice directrice générale de la compagnie de télévision NTV et rédactrice en chef du service des informations.

## Carrière
Elle termine ses études secondaires à l'école no 56 de Moscou qui comporte un enseignement approfondi en anglais. En 1982, elle termine la faculté de journalisme en cours du soir de l'université de Moscou. Pendant ses études, elle travaille à la radio d'État d'URSS où elle passe de jeune rédactrice à correspondante spéciale. Ensuite à la télévision publique d'URSS, elle travaille à l'émission matinale Cent-vingt minutes, ainsi qu'à Panorama international qui est diffusé tous les dimanches à dix-neuf heures. C'est à partir de 1990, à l'époque de la fin de la perestroïka, qu'elle commence sa carrière de présentatrice à la télévision publique au service des informations, carrière qui connaît un énorme retentissement dans le pays, lorsqu'en janvier 1991 elle refuse de lire à l'antenne une dépêche de l'agence Tass reprenant la version officielle soviétique du pouvoir finissant de Gorbatchev concernant les événements de Vilnius et la répression militaire que préconisent les autorités pour empêcher le processus d'indépendance de la Lituanie naissante. Elle est aussitôt renvoyée de la télévision. Quelque temps plus tard, elle reçoit le prix de la liberté de la presse de la part du comité pour la protection des journalistes. Après son licenciement, elle travaille à la chaîne de télévision allemande ARD, tandis que l'URSS est en train de s'effondrer. Elle retourne à l'été 1991 (juste après l'échec du Putsch de Moscou) à la télévision publique récemment renommée compagnie télévisée Ostankino et travaille à la première chaîne. La nouvelle Russie est en train de naître. Tatiana Mitkova présente les nouvelles quotidiennes de la journée sur la première chaîne de 1991 à 1993. Elle fait notamment un reportage sur la collaboration de certains hauts hiérarques de l'Église orthodoxe russe du temps de l'URSS avec le KGB.
En octobre 1993, elle passe à la chaîne privée récemment fondée NTV et présente les émissions du soir du programme d'information Sevodnia (Aujourd'hui). En avril 2001, pendant le conflit qui oppose la compagnie Media-Most (détentrice de 30 % des actions de NTV) et la compagnie Gazprom-Media (dirigée entre 2001 et 2003 par l'homme d'affaires russo-américain Boris Jordan) à propos du droit de propriété de la chaîne, Tatiana Mitkova décide de quitter la chaîne en signe de protestation contre la position qu'adoptent alors la majorité des journalistes de NTV et son directeur général Evgueni Kisseliov (contre Gazprom-Media). Finalement lorsque la chaîne passe sous le contrôle de Gazprom-Media et qu'une partie de son ancienne équipe la quitte, Tatiana Mitkova retourne à NTV avec la nouvelle administration.
Elle est élue à l'unaminité par l'ensemble de la rédaction au poste de rédactrice en chef, le 25 avril 2001. En juin 2004, elle devient vice directrice générale de NTV et directrice du service information de la chaîne. Du 24 octobre 2011 jusqu'en 2014, elle présente une formule rénovée du programme Sevodnia. Itogui (Aujourd'hui. Résultats). Elle est toujours à la direction de l'information de la chaîne. De septembre 2018 à mars 2021, elle est revenue à l'antenne pour apparaître dans une série d'émissions d'entretiens sur des personnes ayant eu à faire face à des difficultés dans la vie, Histoire formidable (Крутая история»).

## Vie privée
Elle est mariée en premières noces avec un journaliste spécialisé à l'international, Vsevolod Soloviev, et mère d'un fils Dmitri (né en 1984), photographe, dont elle a un petit-fils. Son second époux travaille dans la finance.

## Décorations
- Prix TEFI du meilleur présentateur de télévision(1997)
- Ordre de l'Amitié (27 novembre 2006)
- Ordre du Mérite pour la Patrie de 4e classe (16 novembre 2011)
- Ordre de l'Honneur  (22 avril 2014)
- Prix TEFI, prix spécial (2018)